# 矢野号
矢野 号（やの ごう、1985年12月4日 - ）は、日本のピン芸人。本名：矢野 絢也（やの じゅんや）。
大阪府豊中市出身。元よしもとクリエイティブ・エージェンシー大阪所属。

## 来歴
- 中学生、高校生の頃よりお笑い芸人になることを志し、大学入学後しばらくして芸人としての活動を開始する[1][2]。
- かつては2008年から2010年までは木村浩司とのコンビ「オフクロワークス」で活動[3]。
- 2012年6月からは辻本とのコンビ「コブラズ」を結成し活動[4]。
- 2013年5月、お笑いネタのうち「歌ネタ」の面白さを競う『歌ネタ王決定戦2013』で決勝ステージに進出する。同じく決勝に進出した嘉門達夫が決勝でのライバルに挙げたことで、「無名の天才」[1]。
- 歌ネタ王決定戦後の同月には、5upよしもとの1軍・2軍メンバーの入れ替え戦ライブに進出、11位となり劇場の「煌member」に選ばれた[5]。
- 2014年2月の「卒業公演」を以って、5upよしもとを卒業[6]。
- 2014年からはあべのハルカスで開催されていたライブ「High Stageよしもと」に参加していたが[7][8][9]、同年12月の「よしもと漫才劇場」のオープンに伴い同劇場で活動している[10][11]。
- 2016年7月をもってよしもとクリエイティブ・エージェンシーを退社[12]。
- 2016年10月よりフリーのピン芸人として活動の拠点を東京に移す。
- 2018年3月より4000年に一度咲く金指とのユニット「オピニ女」を結成。

## 人物

### エピソード
- 特技は水泳。ジュニアオリンピックの出場経験もある[1]。
- 芸名は親友に命名してもらったもの[2]。由来は闘犬の名前の後ろに「～号」と付けて呼ぶことに倣ったものである。
- 吉本に所属していたがNSC出身ではない。吉本内の芸歴の扱いとしては大阪NSC28期扱いとなる[2]。
- 30期生として受験し合格している。しかし「合わなさそう」という判断により入学辞退した。
- 先輩のピン芸人三浦マイルドに世話になっており、「マイルド軍団」の一員である[13]。
- 実父は年商60億円の和菓子メーカーを創業・経営していた。「スーパーでよく売ってる『水色の容器に入ったわらび餅』を開発したのはうちの親父です」と矢野号本人が明かしている[14]。

## 賞レース等の戦歴
- 2011年　R-1ぐらんぷり2011　2回戦進出
- 2012年　R-1ぐらんぷり2012　3回戦進出
- 2013年　R-1ぐらんぷり2013　3回戦進出
- 2013年　歌ネタ王決定戦2013　決勝戦・ファイナルステージ進出 3位
- 2014年　R-1ぐらんぷり2014　準決勝進出
- 2015年　R-1ぐらんぷり2015　3回戦進出
- 2016年　R-1ぐらんぷり2016　準決勝進出

## 出演ライブ

### 単独ライブ
- 2012年
  - 12月23日 - 『矢野号ワンマンリサイタル』（ワッハ上方レッスンルーム）
- 2013年
  - 8月6日 - 矢野号単独ライブ『チームオクラホマ』（5upよしもと）
- 2014年
  - 2月3日 - 卒業公演 矢野号単独ライブ『ジャーマンスープレックスホールドオンミー』（5upよしもと）
  - 7月29日 - 矢野号単独ライブ『ドッキドキドキハッピーファンタジー』（道頓堀ZAZA POCKET'S）
- 2015年
  - 12月4日 - 矢野号単独ライブ『矢野号は飄々と演じ分ける』（道頓堀ZAZA HOUSE）
- 2016年
  - 11月19日(土)- 矢野号単独ライブ『大阪発、東京行き矢野号』（O-CAT4F 市民学習センター講堂）
- 2017年
  - 7月16日 - 矢野号 単独ライブ『君とよく歩いた牛丼』 (CHARA DE 阿佐ヶ谷)
- 2018年
  - 7月29日（日） - 矢野号単独ライブ『アミューズメントデベロッパー』（阿佐ヶ谷プロット）

### 主催ライブ
- 『ゴウキン』 2017年11月14日 チャラデ阿佐ヶ谷
- 『矢野号の街裏ぴんく』 2017年12月19日 チャラデ阿佐ヶ谷
- 『スーパーダイダンエン』
  - vol.1 2018年 3月28日 新宿バティオス
  - vol.2 2018年6月18日 阿佐ヶ谷プロット
- 『矢野号を友保』 2018年3月28日 新宿バティオス
- 『オピニ女の子』（4000年に一度咲く金指とのユニット「オピニ女」での主催）
  - vol.1 2018年5月16日 ハイライフプラザいたばし1F会議室
  - vol.2 2018年6月18日 ハイライフプラザいたばし1F会議室
  - vol.3 2018年7月20日 ハイライフプラザいたばし1F会議室

### 現在の主な出演ライブ
- としかわトーク（モダンタイムス (お笑いコンビ)主催 主に千川びーちぶにて毎月開催）
- ライジングドラゴンボール亭（ズンズンポイポイ主催 主に千川びーちぶにて毎月開催）
- ユニットライブ竜太（E-3 STAGE主催 シアターミネルヴァにて毎月開催）
- バカライブ （梅エース 阿久津和正主催 新宿バティオスにて不定期開催）

## テレビ出演
- 「12月29日まで待てない！オールザッツ漫才が100倍楽しくなるTV」第2回（MBS、2013年12月1日）
- 「歌ネタ王決定戦2013」（MBS、2013年5月18日）
- 「笑い飯のおもしろテレビ」（サンテレビ、2013年1月19日、1月26日、6月4日、6月11日、6月18日、2015年4月21日、4月28日、11月17日）
- 「バカソウル」（テレビ東京系、2013年8月24日）
- 「ぽじポジたまご」（KBS京都テレビ、2013年8月29日)
- 「R-1ぐらんぷりへの道」（関西テレビ、2013年10月13日）
- 「千鳥・友近のR-1ぐらんぷり応援宣言 ～小料理屋 おひとり様～」（関西テレビ、2013年12月30日）
- 「〜あなたの日常に“笑い”をお届け！〜デリ芸」（関西テレビ、2014年12月31日、2015年2月18日）
- 「嘉門達夫デビュー30周年 真夏のカモン！EXPO! 歌と笑いのワンダーランド＆GO!GO!COME ON!!ライブスペシャル」（WOWOW、2014年6月14日）
- 「新春レッドカーペット」（フジテレビ系、2014年1月1日）
- 「本日開校！R-1学園～最新ひとり芸をおもしろ予習」（関西テレビ、2014年11月30日）
- 「おはスタ」（テレビ東京、2016年1月11日）
- 「お願い!ランキング」2部  お願い!マンピンコン(テレビ朝日、2016年11月28日、11月29日、12月8日、12月14日、12月15日、12月20日、12月21日）

## ラジオ出演
- オンストゲスト出演（YES-fm）
  - 2013年5月27日ななまがりのオンスト
  - 2013年7月23日吉田たちのオンスト
  - 2013年7月31日藤崎マーケットのオンスト
  - 2013年8月9日土肥ポン太＋矢野号のオンスト
  - 2013年9月20日土肥ポン太＋和牛のオンスト
  - 2015年11月17日プリマ旦那のオンスト
  - 2016年1月26日プリマ旦那のオンスト
  - 2016年3月3日吉田たちのオンスト

- 「兵動大樹のラジオ大好き」（ABCラジオ　2012年12月16日）
- 「笑い飯の金曜お楽しみアワー」（MBSラジオ　2013年5月3日、5月10日、5月17日、5月24日、5月31日、6月28日）
- 「嘉門達夫のどんなんやねん！」（MBSラジオ　2013年5月24日）
- 「嘉門達夫　カモン！EXPO大作戦！」（FMOSAKA　2013年6月27日）
- 「Majiraji!」ギャラ800円（YES-fm　2013年7月5日、7月26日、2015年3月6日、3月27日）
- 「MBSラジオ演芸 第2回ヤングスネーク杯」（MBSラジオ　2013年8月19日)
- 「上泉雄一のええなぁ!」　（MBSラジオ　2014年10月23日、2014年11月27日、2015年1月8日、2015年2月12日、2015年3月12日）
- 「女と男と木村のシャバダバ元気」電話出演（KBSラジオ　2015年9月3日）
- 「なにわルネサンス 大人の文化村」387回（FM大阪 2015年11月29日）
- マイナビ Laughter Night（TBSラジオ 2017年8月25日、2018年6月1日）

## ネット番組
- 「ナマイキ！あらびき団」（YNN 第47回 第55回）
- ニコ生
  - 「もっと！桜 稲垣早希」（2013年8月2日）
  - 「矢野号の爆笑大巨人」（2014年1月29日）
  - ヤナギブソンの鎌首（2014年4月25日）
  - R藤本のユーモアチャンネル大喜利の会
    - 29回（2017年1月19日）
    - 30回（2017年2月15日）
    - 32回（2017年4月19日）
    - 33回（2017年5月24日）
    - 34回（2017年6月28日）
    - 35回（2017年7月19日）
    - 36回（2017年8月30日）
    - 39回（2017年10月25日）
    - 41回（2017年11月29日）
    - 年末SP第二回青黒大喜利合戦（2017年12月20日）
    - 42回（2018年1月17日）
    - 44回（2018年2月14日）
    - 46回（2018年3月14日）
    - 48回（2018年4月11日）
    - 50回（2018年5月9日)
- お願い!ランキング「お願いマンピンコン」（AbemaTV　2016年11月16日、11月23日、2017年3月28日）
- 金属バットのラジオバンダリー　　第33回・第169回（公開収録回）・第265回（公開収録回）
- 日本クレールのやぶJラジオ 第54回
- あぁ〜しらきのお笑い給湯室 第116回（東京ネットラジオ）
- 日村がゆく#97 「ワクワク性癖クイズ」（AbemaTV 2019年5月8日）

## DVD
- 「ナマイキ！あらびき団　新作公演!?～実は地下で2年やってました～　vol.2　ライト東野セレクション 厳選30組」

## 出囃子
- SEX MACHINEGUNS「世直しGOOD VIBRATION」

## 関連リンク
- 公式プロフィール
- 矢野号 (@yanogou) - X（旧Twitter）
- ピン芸人矢野号のネタをあげるチャンネル - YouTubeチャンネル
- オピニ女ラジオ - YouTubeチャンネル
- 矢野号 (yanogou) - note